# Stigmidium gyrophorarum
Stigmidium gyrophorarum är en lavart som först beskrevs av Johann Franz Xaver Arnold, och fick sitt nu gällande namn av David Leslie Hawksworth 1975. Stigmidium gyrophorarum ingår i släktet Stigmidium och familjen Mycosphaerellaceae.  Arten är reproducerande i Sverige. Inga underarter finns listade i Catalogue of Life.